# Анскар (маркграф Ивреи)
Анскар (итал. Anscario I; умер 1 декабря 898 / март 902) — маркграф Ивреи с 891 года; сын Амедея, родоначальник династии Анскаридов, также известной как Иврейская династия.

## Биография

### Правление
Отец Анскара, Амедей (ум. после 827 года), был франком и имел владения в Бургундии. Он был вассалом аббатства Сен-Бенин (в Дижоне), а по владению Лесей — вассалом епископа Лангра.
После низложения императора Карла III Толстого, Анскар вместе со своим братом Ги, графом Отье, поддержал в качестве короля Западно-Франкского королевства Гвидо III Сполетского, маркграфа и герцога Сполето и маркграфа Камерино. В феврале 888 года епископ Лангра Гелон короновал Гвидо. Однако большинство французской знати поддержало кандидатуру Эда Парижского, который короновался 29 февраля 888 года. Поняв, что у западных франков он ничего не добьётся, Гвидо отрекся от французской короны и вернулся в Италию, решив попытать счастье здесь.
Вслед за Гвидо в Италию перебрались и Анскар с Ги. Они стали верными сторонниками Гвидо, поддерживая его в борьбе за итальянскую корону против Беренгара Фриульского. Ги в начале 889 года погиб в битве у реки Треббии. Анскар же в 891 году был сделан ставшим к тому времени императором Гвидо Сполетским правителем только что основанной Иврейской марки, располагавшейся у западной границы Итальянского королевства. Основной задачей маркграфа Ивреи была защита границы от угроз со стороны Западно-Франкского королевства. По мнению историков, назначение именно Анскара связано с тем, что он был одним из самых преданных сторонников Гвидо. Однако точно не установлено, какие именно владения находились в составе данной марки.
При вторжении короля Германии Арнульфа в Италию Анскар оставался сторонником Гвидо, а потом его сына Ламберта. После смерти Ламберта Анскар поддержал Беренгара Фриульского.
Точный год смерти Анскара неизвестен. Последний раз он упомянут в декабре 898 года, а в марте 902 года маркграфом был уже его сын Адальберт I.

### Брак и дети
Имя жены Анскара неизвестно. Дети:
- Адальберт I (ум. 17 июля 923/8 октября 924), маркграф Ивреи с 898/902